# Anduring (2 X 11 Kayu Tanam)
Anduring is een bestuurslaag in het regentschap Padang Pariaman van de provincie West-Sumatra, Indonesië. Anduring telt 7763 inwoners (volkstelling 2010).